# Olavi Alakulppi
Olavi Alakulppi (Rovaniemi, 17 luglio 1915 – Petersburg, 19 agosto 1990) è stato un fondista e militare finlandese naturalizzato statunitense.

## Biografia

### Carriera sciistica
Nei Campionati mondiali di sci nordico 1939 nella staffetta 4x10 riuscì a conquistare la medaglia d'oro con Pauli Pitkänen, Eino Olkinuori e Klaes Karppinen con un tempo totale di 2:08:35, davanti a Svezia e Italia.

### Carriera militare
Tenente dell'Esercito finlandese durante la guerra di continuazione (1941-1944), per i suoi meriti combattentistici fu insignito della Croce di Mannerheim il 17 luglio 1942. Al termine della seconda guerra mondiale decise di continuare a combattere contro i russi e, per farlo, emigrò con la moglie Eevi e il figlio Vesa Juhani (a sua volta futuro insigne militare statunitense) negli Stati Uniti, dove entrò a far parte dell'Esercito statunitense.

## Palmarès

### Mondiali
- 1 medaglia:
  - 1 oro (staffetta a Zakopane 1939)